# Cantón de Sombernon
El cantón de Sombernon era una división administrativa francesa, que estaba situada en el departamento de Côte-d'Or y la región de Borgoña.

## Composición
El cantón estaba formado por veintiocho comunas:
- Agey
- Ancey
- Arcey
- Aubigny-lès-Sombernon
- Barbirey-sur-Ouche
- Baulme-la-Roche
- Blaisy-Bas
- Blaisy-Haut
- Bussy-la-Pesle
- Drée
- Échannay
- Gergueil
- Gissey-sur-Ouche
- Grenant-lès-Sombernon
- Grosbois-en-Montagne
- Mâlain
- Mesmont
- Montoillot
- Prâlon
- Remilly-en-Montagne
- Saint-Anthot
- Sainte-Marie-sur-Ouche
- Saint-Jean-de-Bœuf
- Saint-Victor-sur-Ouche
- Savigny-sous-Mâlain
- Sombernon
- Verrey-sous-Drée
- Vieilmoulin

## Supresión del cantón de Sombernon
En aplicación del Decreto nº 2014-175 de 18 de febrero de 2014, el cantón de Sombernon fue suprimido el 22 de marzo de 2015 y sus 28 comunas pasaron a formar parte del nuevo cantón de Talant.